# Automeris hamata
Automeris hamata é uma espécie de mariposa do gênero Automeris, da família Saturniidae.
Sua ocorrência foi registrada na América do Sul (Argentina, Brasil, Bolívia, Colômbia, Equador, Paraguai, Peru e Venezuela) e da América Central (Costa Rica, Guatemala, Nicarágua e Panamá).
Apesar de nomear um grupo de espécies da Automeris, o nome considerado da espécie é o Hylesia hamata.
É uma espécie neotropical, que tem por habitat as florestas e savanas.

## Características
O inseto adulto tem as asas anteriores na cor bege, com duas linhas marrons que as dividem, de forma que o centro é mais escuro; já as asas posteriores têm um tom rosa-escuro, marcadas por uma grande mancha central (ocelo) de cor acinzentada, contornada de preto e amarelo, e uma "pupila" pequena esbranquiçada no meio; abaixo do ocelo há uma linha preta com moldura amarela.

## Hábitos alimentares
As lagartas desta espécie são polífagas, havendo sido constatadas em mais de cinquenta gêneros de plantas que pertencem a vinte e sete famílias, das quais vinte e quatro eram dicotiledôneas, duas monocotiledôneas e uma gimnosperma, com predileção por aquelas da ordem Fabales.